# Bombus portchinsky
Bombus portchinsky (saknar svenskt namn) är en insektsart i överfamiljen bin (Apoidea) och släktet humlor (Bombus) som lever i Sydvästasien.

## Beskrivning
Bombus portchinsky har ett övervägande svart huvud medan mellankroppen och den första tergiten är gulaktiga. Den andra tergiten är orange, med undantag för de bakre, yttre hörnen som är svarta, en färg som också går igen hos den tredje tergiten. På samma sätt som den andra tergiten har de yttre bakhörnen av den tredje den följande tergitens färg, som är blekgul. På så sätt bildar det svarta fältet ett svagt kurvformat tvärstreck över bakkroppen. Resten av bakkroppen är alltså gulaktig, utom bakkroppsspetsen som även den är svart.

## Ekologi
Arten lever i höglänt terräng som gles bergsskog eller bergsstäpper, gärna med högre växtlighet. Den har påträffats på höjder mellan 1 400 och 3 500 m. Humlan besöker framför allt den kransblommiga växten Lallemantia canescens, men även ett stort antal andra blommande växter, bland de vanligaste är släktena vedelsläktet, nepetasläktet, krustistlar och vickrar.

## Utbredning
Bombus portchinsky lever i Turkiet, Georgien, Armenien, Azerbajdzjan och Iran.